# Villa Philipson
Villa Philipson si trova a Pistoia in località Burchietti.

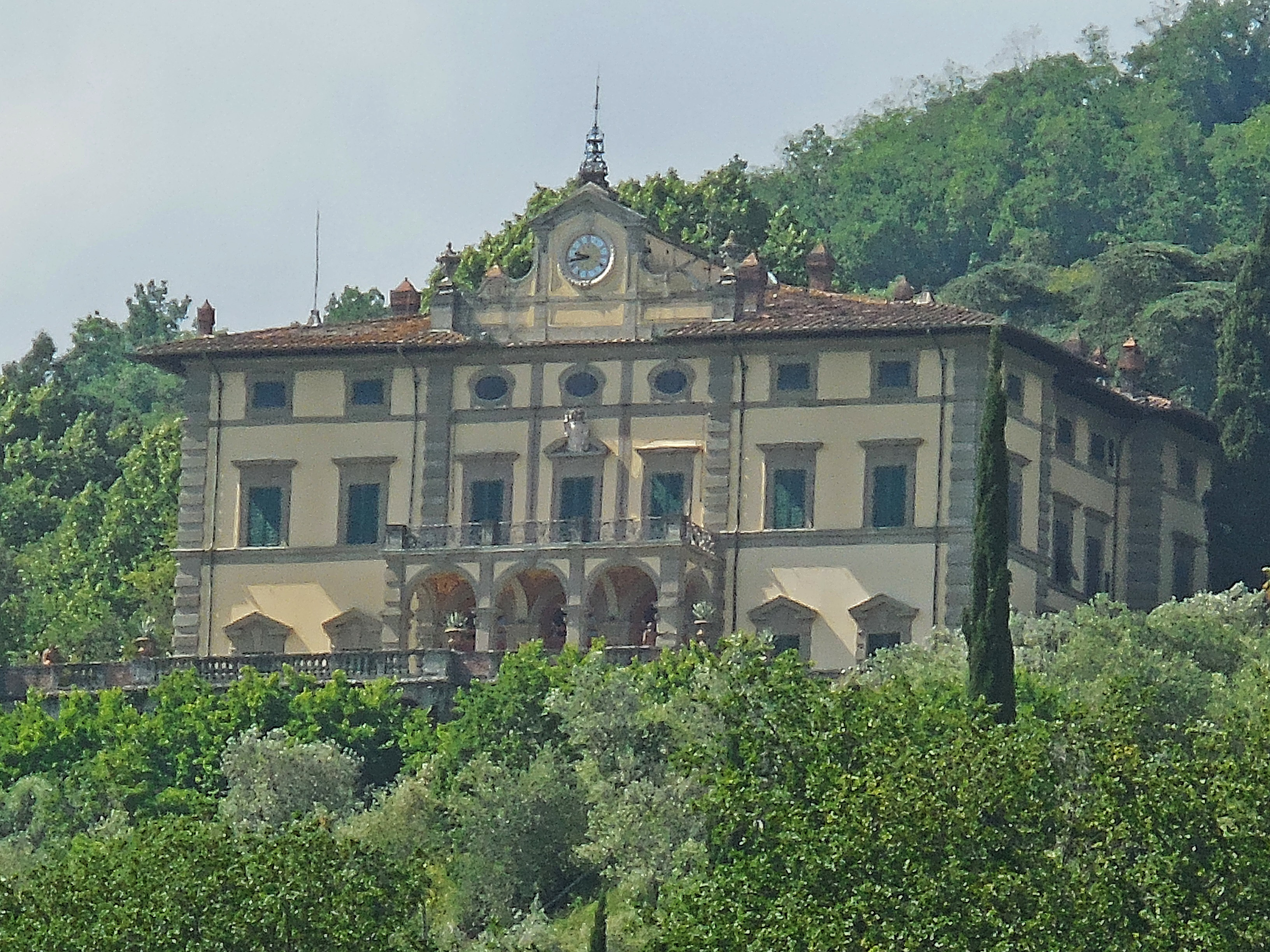
Villa Philipson

## Storia

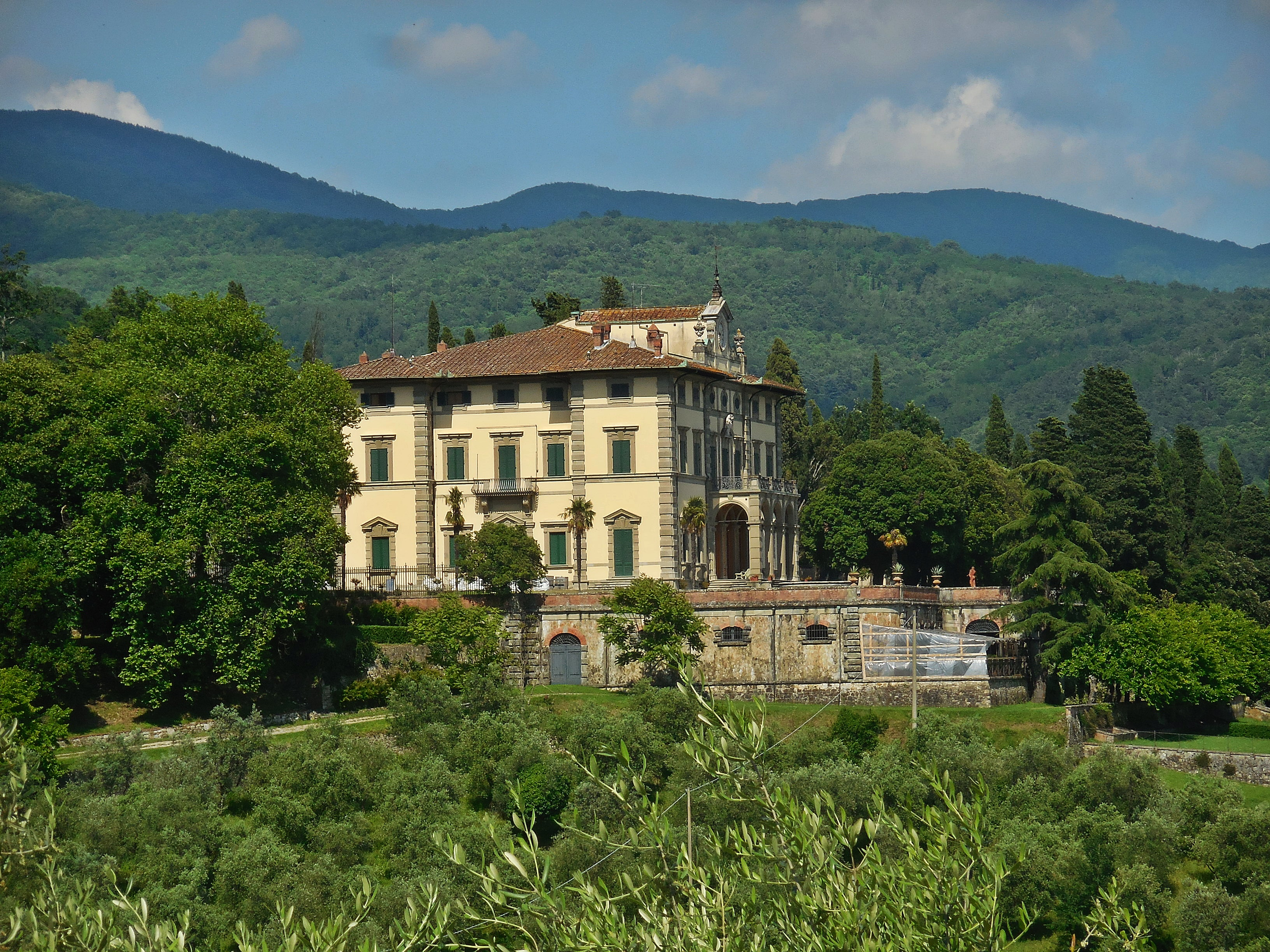
Villa Philipson

Viene costruita nel 1893 in forme tardo-rinascimentali toscane dall'architetto Riccardo Mazzanti su commissione dell'ingegnere Edoardo Philipson, per il quale lo stesso progettista aveva disegnato il palazzo in Viale Strozzi a Firenze. La partecipazione del Michelucci al completamento di Villa Philipson è documentata dalla firma G. MICHELUCCI E FIGLIO - Pistoia 1893, incise nella balaustra del balcone sulla facciata di mezzogiorno, sulla ringhiera lungo la salita del parco, sui cancelli d'ingresso, sulle varie ringhiere delle terrazze e dei balconi, sul velario, sulla ringhiera dello scalone interno e sulla meravigliosa voliera inserita nel parco. Le Officine Michelucci, con la loro attività, creativa hanno dato il via alla nascita del ferro in Toscana.

## Descrizione

### Esterno
La villa Le Fontane di Vaioni, che domina con la sua tenuta la pianura di Pistoia, fu costituita dal Mazzanti all'inizio degli anni Novanta su commissione del commendator Edoardo Philipson. Essa si qualifica come un documento della cultura estetica di fine secolo e del gusto fatto proprio dell'alta società del tempo, con la realizzazione di manufatti e ambienti esclusivi per i personaggi più cospicui della nobiltà e della ricca comunità internazionale gravitante a Firenze, dai Rothschild ai Morgan, dal marchese de la Mottilla a Lord Drake. L'ingegner Philipson, sostenitore della locale scuola di Arti e Mestieri e ispiratore della Società Utile e Diletto, aveva riunito per la sua residenza di campagna i più noti artisti-decoratori allora attivi in Toscana, da Pietro Baldoncoli a Francesco Morini, da Mariano Coppedè a Giuseppe Michelucci: a sancire, nell'allestimento di una sorta di sfarzoso feudo, l'ideale di bellezza a cui tendevano le industrie artistiche locali, generosamente incoraggiate. La grande costruzione di foggia cinquecentesca, era celebrata all'inizio del secolo come una dimora degna del Rinascimento: come il suo proprietario, moderno mecenate, che "nulla volle risparmiare perché la sua villa ricordasse la fastosità dei tempi medicei". In prossimità della villa, sulla via Bolognese, sorgeva una cappella neogotica, dotata di capriate e vetrate policrome.

### Interno
Le testimonianze dell'epoca descrivono minuziosamente l'articolazione dei vari ambienti, restituendo l'immagine di uno spazio concepito (e percepito) per somma di particolari, la cui qualità finiva con identificarsi con la stessa ricchezza delle finiture. Nell'interno si ammirava il "grande scalone a tre branche, munito di una ricca ringhiera in ferro battuto che sembra fatta ai bei tempi di quando si lavorava il ferro, come lo lavorava il Caparra". Le volte erano dipinte nello stile del Poccetti e del Vasari dal pittore Baldancoli. Destava particolare meraviglia "la magnificenza del salone principale con la volta dipinta e col suo monumentale camino" e la sala da pranzo e del biliardo con rivestimenti in legno e porte con "frontoni scolpiti dagli artisti Coppedè e morini che hanno pure eseguito i ricchissimi mobili". I pavimenti, realizzati su disegno del Mazzanti, si distinguevano come originali modelli d'arte decorativa. Il multiforme linguaggio eclettico si esprimeva nuovamente nella scuderia a ferro di cavallo, in stile rustico, e nei vari accessori del canile, della voliera e della ghiacciaia. Anche la sistemazione dei terrazzamenti e del giardino (con a monte il grande prato in declivo, scenograficamente provvisto di grotta, scalinata e fontana) fu oggetto di particolare cura, traendo spunto dalla tradizione storica e dal linguaggio degli stili.
Come ricordato, tra i principali artefici del decoro interno di villa Philipson figurano gli intagliatori fiorentini Francesco Morini e Mariano Coppedé, attivi a Pistoia anche come collaboratori del Michelucci.

### Il parco
La villa ed il suo parco si stendono su 6.5 ettari, gli oliveti ed il vigneto su 20 ettari, mentre il bosco ceduo occupa 23.5 ettari.
Lungo il viale del parco si trova una piscina di circa ottanta metri di lunghezza alimentata da acque sorgive.
Sottostante al viale di ingresso si trova un terreno pianeggiante che veniva usato come campo sportivo, e tuttora praticabile come campo da tennis.
La villa è servita da due sorgenti private di acqua che confluiscono in due grandi vasche interrate di circa 3000 m3, per soddisfare il fabbisogno idrico del giardino e per le abitazioni.
Anticamente questi serbatoi permettevano inoltre il funzionamento del vecchio ascensore ad acqua.